# 寬頭雷氏鯰
寬頭雷氏鯰，為輻鰭魚綱鯰形目鼬鯰科的其中一種，為熱帶淡水魚，分布於北美洲墨西哥Sistema de La Lucha及Chiapas地下水道流域，體長可達11.9公分，棲息在底層水域，生活習性不明。

## 扩展阅读
維基物種上的相關：寬頭雷氏鯰